# Врадий, Иван Иванович
Иван Иванович Врадий (23 декабря 1906, Тишковка, Херсонская губерния — 14 июня 1984, Москва) — начальник отдела кадров ГУКР СМЕРШ, генерал-лейтенант.

## Биография
Родился в семье лесничего, по национальности украинец. С мая 1916 работал в хозяйстве родителей. В 1926 окончил 6 классов сельской школы и в декабре того же года уехал в Ташкент. Работал грузчиком-разносчиком станции Ташкент-товарная Среднеазиатской железной дороги, с февраля 1927 — санитар, экономист, надзиратель психиатрической больницы в Ташкенте.
В РККА — с сентября 1928. Служил в Ташкентском районном военкомате, старший писарь, курсант, делопроизводитель, казначей. Член ВКП(б) — с января 1932, с того же времени в органах внутренних дел и госбезопасности. Работал в кадровых аппаратах ОГПУ-МГБ. Помощник инспектора, инспектор отдела кадров ПП ОГПУ — УНКВД по Средней Азии, с октября 1934 — инспектор, с февраля 1936 — временно исполняющий должность начальника, и с 11 марта 1938 — начальник отдела кадров НКВД Таджикской ССР.
В годы Великой Отечественной войны был начальником 5-го отделения и помощником начальника отдела кадров НКВД СССР (7 августа 1941 — 29 апреля 1943), затем начальником отдела кадров ГУКР СМЕРШ НКО СССР и заместителем начальника ГУКР СМЕРШ НКО СССР В. С. Абакумова (26 мая 1943 — 20 мая 1946). В 1946—1951 заместитель начальника Управления кадров МГБ СССР. С 14 ноября 1951 — начальник отдела контрагентских работ и трудового использования Управления Ухто-Ижемского ИТЛ МВД — Минюста СССР в городе Ухта Коми АССР.
В январе 1954 уволен из органов МВД СССР «по фактам дискредитации» и в марте 1955 лишён генеральского звания (обвинён в расходовании 26 тысяч рублей на ремонт собственной квартиры). Работал в тресте «Мамслюда» в Иркутской области, в «Мамтрансснабе»; с 1967 — заместитель директора Чуйского рудоуправления в посёлке Горночуйский; с 1968 — председатель Чуйского рудкома профсоюза. С октября 1969 — на пенсии. Проживал в Москве. Похоронен на Хованском кладбище.

### Звания
- Сержант государственной безопасности (20 мая 1936);
- Лейтенант государственной безопасности (11 марта 1938), произведён, минуя звание младшего лейтенанта государственной безопасности;
- Старший лейтенант государственной безопасности (8 июля 1939);
- Капитан государственной безопасности (19 декабря 1940);
- Майор государственной безопасности (10 января 1942);
- Полковник государственной безопасности (14 февраля 1943);
- Полковник (29 апреля 1943);
- Генерал-майор (26 мая 1943);[5]
- Генерал-лейтенант (25 сентября 1944);

Постановлением СМ СССР № 9-4сс от 3 января 1955 был лишён звания «как дискредитировавший себя за время работы в органах госбезопасности и недостойный в связи с этим высокого звания генерала».

### Награды
3 ордена Красного Знамени (9 марта 1943, 13 сентября 1945, 25 июля 1949), ордена Кутузова II степени (25 марта 1945), Отечественной войны I (28 октября 1943) и II (31 июля 1944) степеней, Красной Звезды (3 ноября 1944), нагрудные знаки «Заслуженный работник НКВД» (2 февраля 1942) и «50 лет пребывания в КПСС» (4 ноября 1982), 5 медалей.